# Otto Lehmann
Pour les articles homonymes, voir Lehmann.
Otto Lehmann, né à Constance, Grand-duché de Bade le 13 juin 1855 et mort à Karlsruhe, République de Bade le 17 juin 1922 est un physicien et cristallographe allemand. Il est considéré comme le premier physicien ayant étudié les cristaux liquides.

## Biographie
Entre 1872 et 1877, il étudie les sciences naturelles à l'université de Strasbourg et prépare son doctorat sous la direction de Paul Groth. D'abord professeur de sciences (physique, mathématiques et chimie) à Mulhouse (France), il commence à enseigner à l'université d'Aix-la Chapelle en 1883. Lehmann est alors reconnu pour ses travaux sur les phénomènes de cristallogenèse et du polymorphisme cristallin, notamment la modification de la structure cristalline sous l'effet de la variation d'un paramètre, le plus souvent la température, et sur la microscopie expérimentale. En 1888, ses échanges avec le botaniste Friedrich Reinitzer le conduisent à étudier les cristaux liquides. En 1889, il succède à Heinrich Hertz à la tête de l'institut de physique de l'Université de Karlsruhe. À partir de 1912, Lehmann est un prétendant au prix Nobel, mais ne l'obtient pas.
Il est enterré au cimetière principal de Karlsruhe.

## Principales études et découvertes

### Les cristaux liquides
Lehmann fut contacté par Friedrich Reinitzer le 14 mars 1888 qui lui fit part de sa découverte du comportement inhabituel des cristaux de benzoate de cholestéryle lors de leur fusion. Lehmann fut donc le premier physicien à étudier ce phénomène notamment à l'aide de la microscopie en lumière polarisée, technique surtout utilisée par les biologistes à l'époque. Lehmann l'utilisa pour étudier des composés cristallins lorsque la température varie : il construisit une platine chauffante qui lui permit de suivre l'évolution optique du cristal en fonction que l'on le chauffât ou refroidit. Lehmann appliqua cette expérience à de nombreux autres composés naturels et de synthèse et se convainquit progressivement que les phases intermédiaires entre liquide et solide cristallin étaient des phases uniformes qui présentaient des propriétés optiques et de fluidité entre ces deux phases « limite ». Ceci lui suggéra l'appellation de cristaux coulants en 1889, liquides cristallins en 1890 et finalement cristaux liquides en 1900.

## Publications
- Selbstanfertigung physikalischer Apparate, Leipzig (1885)
- Molekularphysik, 2 volumes, Leipzig (1888/89)
- Die Kristallanalyse, Leipzig (1891)
- Elektricität und Licht, Braunschweig (1895)
- Flüssige Krystalle, Leipzig (1904)
- Die scheinbar lebenden Krystalle, Eßlingen (1907)
- Die wichtigsten Begriffe und Gesetze der Physik, Berlin (1907)
- Flüssige Kristalle und ihr scheinbares Leben. Forschungsergebnisse dargestellt in einem Kinofilm, Voss, Leipzig (1921)